# Discografia do Grupo Especial de Porto Alegre
Discografia das escolas de samba do Grupo Especial do Carnaval de Porto Alegre.

## 2007
| Faixa | Escola                        | Enredo | Autor                                                                                           | Intérprete          | Ref.   |
| ----- | ----------------------------- | --- | ----------------------------------------------------------------------------------------------- | ------------------- | ------ |
| 1     | Estado Maior da Restinga      | Restinga, Uma Viagem Contagiante no Mundo da Energia.                                                                             | Victor Nascimento, Leandro Chiappetta e Roberto Nascimento                                      | Sandro Ferraz       | [ 1 ]  |
| 2     | Império da Zona Norte         | De Shangrilá a Xangrilá... O Império Faz Uma Fantástica Viagem Para o Paraíso Oriental e do Sonho Descobre a Verdadeira Xangrilá. | Tabajara Ortiz e Wilson da Silva                                                                | Kaubi               | [ 2 ]  |
| 3     | Imperadores do Samba          | Aribóia, Valente Brasileiro, Lendário Guerreiro.                                                                                  | Tabajara Ortiz, Zeca Swinguinho e Wilson da Silva                                               | Carlos Medina       | [ 3 ]  |
| 4     | Bambas da Orgia               | Taj-Mahal: Uma Linda História de Amor.                                                                                            | Cláudio Dias, Vanderson Pereira, Anderson Pereira, Gustavo Mendes e Anderson (Cabeça do Cavaco) | Alexandre Belo      | [ 4 ]  |
| 5     | União da Vila do IAPI         | Da Construção a Conquista, União da Vila Põe a América a Seus Pés.                                                                | Victor Nascimento, Leandro Chiappetta, Andhy Nascimento e Luis Coronel                          | Vinícius Machado    | [ 5 ]  |
| 6     | Imperatriz Dona Leopoldina    | Da Legalidade ao Carnaval Leonel de Moura Brizola, Herói Nacional.                                                                | Vinícius Maroni, Fábio Canalli e Saimon                                                         | Paulinho Durão      | [ 6 ]  |
| 7     | Praiana                       | Vida Nova Nas Terras Santas das Cachoeiras do Sul.                                                                                | Luis Henrique Lopes (Balau)                                                                     | Gilson Dorneles     | [ 7 ]  |
| 8     | Unidos de Vila Isabel         | De Um Sonho de Liberdade, Surge Um Grito Pela Igualdade. A Vila Isabel Diz Não a Discriminação.                                   | Aryzinho, Zé Ivo, Sharon e Leandro Almeida                                                      | Aryzinho            | [ 8 ]  |
| 9     | Acadêmicos de Niterói         | É Ouro, É Ouro; O Ouro Negro Que Brota do Chão.                                                                                   | Luciara Teixeira                                                                                | Luciara Teixeira    | [ 9 ]  |
| 10    | Protegidos da Princesa Isabel | Budismo... O Caminho da Iluminação.                                                                                               | Tom do Cavaco                                                                                   | Lú Astral           | [ 10 ] |
| 11    | Fidalgos e Aristocratas       | Fidalgos Pede Passagem e Em Seis Atos Vem Contar a História do Teatro.                                                            | Arilson Trindade, Claudinho e Juliano Centeno                                                   | Gegê Dornelles      | [ 11 ] |
| 12    | Samba Puro                    | Sou Bela, Sou Miss... Nas Mãos do Mago Sou Feliz...                                                                               | Sandrinho Gessé                                                                                 | Sandrinho Gessé     | [ 12 ] |
| 13    | Império do Sol                | O Ouro liquido de Urre-Ui. | Roberto Costa                                                                                   | Joel Alves          | [ 13 ] |
| 14    | Filhos da Candinha            | "Chocolate". A Doce História do Alimento dos Deuses. Essência Divina e Energia.                                                   | Daniel Barbosa, Guilherme Dourado e Raffah                                                      | Leandro da Candinha | [ 14 ] |
| 15    | Embaixadores do Ritmo         | Porto Alegre é Demais! | Tabajara Ortiz e Wilson Santos                                                                  | Farelo              | [ 15 ] |
| 16    | Acadêmicos de Gravataí        | O Brasil Que Emociona e Encanta é Aquele Que é Construído Com a Força de Seu Povo!                                                | Arilson Trindade, Claudinho e Juliano Centeno                                                   | Vander Salles       | [ 16 ] |
| 17    | Os Comanches                  | Uma História Guarani. | Eugenio Silva de Alencar                                                                        | Dodô                | [ 17 ] |
| 18    | Guaianazes                    | Nhanderuvuçu, o Senhor da Criação.                                                                                                | Tabajara Ortiz, Mário Bartochak e Zeca Swinguinho                                               | Mário Daniel        | [ 18 ] |

## 2008
| Faixa | Escola                        | Enredo                                                                                              | Autor                                                                              | Intérprete                           | Ref.                 |
| ----- | ----------------------------- | --------------------------------------------------------------------------------------------------- | ---------------------------------------------------------------------------------- | ------------------------------------ | -------------------- |
| 1     | Bambas da Orgia               | Faculdade da Vida, Trajetória de Bamba; Instituto de Artes 100 anos, a Universidade do Samba.       | Arilson Trindade, Claudinho, Juliano Centeno e Ciganerey                           | Leandro da Águia                     | [ 19 ] [ 20 ]        |
| 2     | Império da Zona Norte         | Da África à Zona Norte, sim senhor. Esta é a história do samba!                                     | Victor Nascimento, Leandro Chiappetta e Roberto Nascimento                         | Sandro Ferraz                        | [ 21 ] [ 22 ]        |
| 3     | União da Vila do IAPI         | Gaia, Terra – O coração que pulsa, um grito de alerta que ecoa pelo ar.                             | Victor Nascimento, Leandro Chiappetta e Roberto Nascimento                         | Vinícius Machado [carece de fontes?] | [ 23 ]               |
| 4     | Acadêmicos de Gravataí        | Paris. Cidade Luz que ilumina o passeio da Onça Negra!                                              | Arilson Trindade, Claudinho e Juliano Centeno                                      | Rudi                                 | [ 24 ]               |
| 5     | Unidos de Vila Isabel         | Mi Buenos Aires querida. A Vila é portenha na avenida.                                              | Zé Ivo, Aryzinho e Ricardo Orelha                                                  | Aryzinho                             | [ 25 ]               |
| 6     | Império do Sol                | Dos armazéns de Secos e Molhados à pujança dos supermercados. Uma história forjada na determinação. | Vinícius Maroni, Fábio Canalli, Saimon e Vinícius Brito                            | Joel Alves                           | [ 26 ] [ 27 ]        |
| 7     | Estado Maior da Restinga      | Rio Grande, Cidade Histórica, Noiva do Mar - Aqui nasceu o Rio Grande do Sul.                       | Leandro Goudinho, Luis Cláudio Rodrigues e Leonardo Souza                          | Renan Ludwig                         | [ 28 ] [ 29 ] [ 30 ] |
| 8     | Imperadores do Samba          | Olufiran, de rei a mendigo - O Rei Negro que recebeu seu trono dos Imperadores.                     | Maguila                                                                            | Carlos Medina                        | [ 31 ] [ 32 ]        |
| 9     | Praiana                       | Cabaré e Moulin Rouge: A Verde e Rosa conta uma história de fantasia, sedução, amor e paixão.       | Tabajara Ortiz, Sampaio e Wilson da Silva                                          | Maurício Azevedo                     | [ 33 ]               |
| 10    | Protegidos da Princesa Isabel | A Protegidos Reinventa os Espetáculos do Cirque du Soleil.                                          | Tom Astral                                                                         | Lu Astral                            | [ 34 ] [ 35 ]        |
| 11    | Imperatriz Dona Leopoldina    | 40 anos de Negritude, Martinho José Ferreira do Brasil, da Vila, da Leopoldina...Axé...Axé....      | Vinícius Maroni, Fábio Canalli, Saimon, Vinícius Brito, Inácio Rios e João Martins | Alexandre Belo                       | [ 36 ] [ 37 ]        |
| 12    | Acadêmicos de Niterói         | Viens Mon Amour com nosso samba conhecer a França.                                                  | Luciara Batista Bento                                                              | Luciara Teixeira                     | [ 38 ] [ 39 ]        |
| 13    | Embaixadores do Ritmo         | De guarda pó e giz, a Embaixadores dá aula na avenida.                                              | Tabajara Ortiz, Wilson da Silva e Sampaio                                          | Farelo                               | [ 40 ]               |
| 14    | Samba Puro                    | Do Catete ao morro de Mangueira, centenário de Cartola, o Divino Mestre, na cadência da Samba Puro  | Arilson Trindade, Claudinho e Juliano Centeno                                      | Paulinho Durão                       | [ 41 ]               |
| 15    | Acadêmicos da Orgia           | O fantástico mundo dos sonhos, no fantástico ciclo da vida.                                         | Alessandro Antunes, Leandro Antunes e Victor Nascimento                            | Zinho Melodia                        | [ 42 ] [ 43 ]        |
| 16    | Os Comanches                  | A sentença de Águia Amarela.                                                                        | Eugênio da Silva Alencar (Paraquedas)                                              | Dodô                                 | [ 44 ]               |
| 17    | Guaianazes                    | Xatopi: A virgem virou flor.                                                                        | Valdir Simeão de Mello (Cavaco)                                                    | Machado                              | [ 45 ]               |

## 2009
| Faixa | Escola                        | Enredo | Autor | Intérprete       | Ref.                 |
| ----- | ----------------------------- | --- | --- | ---------------- | -------------------- |
| 1     | Império da Zona Norte         | Até Caminha já sabia...Mandou, chegou! Correios: eficiência e credibilidade.                                                                                         | Vinícius Maroni, Fábio Canalli, Saimon e Vinicius Brito.                                                                     | Sandro Ferraz    | [ 46 ] [ 47 ]        |
| 2     | Imperatriz Dona Leopoldina    | Ceará terra da luz. Desperta Iracema guerreira. Leva consigo Dona Leopoldina para uma viagem de belezas.                                                             | Vinícius Maroni, Fábio Canalli, Saimon e Vinícius Brito.                                                                     | Alexandre Belo   | [ 46 ] [ 48 ]        |
| 3     | Bambas da Orgia               | Brilha no céu a estrela que nos faz sonhar para além do luar. Clara Guerreira, Bambas vem te homenagear.                                                             | Arílson Trindade, Claudinho, Juliano Centeno e Ciganerey.                                                                    | Leandro da Águia | [ 46 ] [ 49 ]        |
| 4     | União da Vila do IAPI         | Arroz, o grão sagrado que na Vila tornou-se tesouro. | Vanderson Pereira, Anderson Pereira, Cláudio Dias, Gustavo Mendes, Wagner Barcellos, Rogério Barcellos e Marcelo Nascimento. | Kaubi            | [ 46 ] [ 50 ] [ 51 ] |
| 5     | Praiana                       | A Praiana é a bola da vez. (Bola De Pé Em Pé, Tô Na Área, Se Derrubar É Penalti. Escuto A Narração: É Goool! no Apito Final, O Grito Da Galera: É Campeão É Campeão) | Arilson Trindade, Claudinho, Rafael Tubino e Juliano Centeno                                                                 | Sandrinho Jessé  | [ 46 ] [ 52 ]        |
| 6     | Acadêmicos de Gravataí        | Na Sétima Arte: A onça brilha no mundo da fantasia que imita a vida.                                                                                                 | Jaílson Barbosa, Vinicius de Souza e Renan Ludwig                                                                            | Rudi             | [ 46 ] [ 53 ]        |
| 7     | Unidos de Vila Isabel         | Os Diamantes de Madagascar | Kuka, Sharon, Arilson Trindade, Claudinho, Juliano Centeno, Rafael Tubino, Lincoln Salazar e Sandrinho Jessé.                | Aryzinho         | [ 46 ] [ 54 ]        |
| 8     | Protegidos da Princesa Isabel | Dentre todos os medos, todas as fobias, a Protegidos pergunta: Qual é a sua?                                                                                         | Tom Astral | Lu Astral        | [ 46 ] [ 55 ]        |
| 9     | Acadêmicos de Niterói         | Uma Ópera na Avenida: O Guarani de Carlos Gomes | Arilson Trindade, Juliano Centeno e Claudinho                                                                                | ?                | [ 46 ] [ 56 ]        |
| 10    | Estado Maior da Restinga      | Os 100 anos da vida e obra de Oscar Niemeyer | Jailson Barbosa | Renan Ludwig     | [ 46 ] [ 57 ]        |
| 11    | Embaixadores do Ritmo         | A felicidade na taça. | Wilson Silva e Edilson Silva                                                                                                 | Farelo           | [ 46 ] [ 58 ]        |
| 12    | Acadêmicos da Orgia           | Histórica. Fronteiriça. Tem a cidade de lona, tem o brilho do carnaval. Acadêmicos é Uruguaiana na Avenida.                                                          | Chocolate, Tabajara Ortiz e Zeca Swinguinho                                                                                  | Gegê Dornelles   | [ 46 ] [ 59 ]        |
| 13    | Imperadores do Samba          | 150 Anos de glórias. Vermelho e Branco, uma só paixão. | Alessandro Antunes | Vinícius Machado | [ 46 ] [ 60 ]        |
| 14    | Unidos do Capão               | O rei da América. Da origem ao Freio de Ouro. Meu cavalo paixão é crioulo.                                                                                           | Tabajara Ortiz e Zeca Swinguinho                                                                                             | Cesinha          | [ 46 ] [ 61 ]        |
| 15    | Os Comanches                  | Os Comanches vem a Porto Alegre conhecer Caingangs e juntos comemoram 50 anos de avenida.                                                                            | | Dodô             | [ 46 ] [ 62 ]        |

## 2010
| Faixa | Escola                        | Enredo                                                                                                   | Autor                                                                                 | Intérprete                 | Ref.                |
| ----- | ----------------------------- | --- | ------------------------------------------------------------------------------------- | -------------------------- | ------------------- |
| 1     | Imperadores do Samba          | A Imperadores é de todas as tribos, Mano!                                                                | Alessandro Anthunes, Lelê e Victor Nascimento.                                        | Vinícius Machado           | [ 63 ]              |
| 2     | Império da Zona Norte         | É o amor... meu coração Imperiano pulsa de emoção.                                                       | Sérgio Mani, Fabão, Cesinha Oliveira e Rogério Acioli                                 | Sandro Ferraz              | [ 64 ]              |
| 3     | Estado Maior da Restinga      | A Restinga é do tamanho da China.                                                                        | Julinho Ferreira e Victor Nascimento                                                  | Renan Ludwig               | [ 65 ]              |
| 4     | Imperatriz Dona Leopoldina    | Beth Carvalho. A Madrinha do Samba da Leopoldina.                                                        | Vinícius Maroni, Canalli, Saimon e Vinicius Brito.                                    | Alexandre Belo             | [ 66 ]              |
| 5     | Bambas da Orgia               | Bambas passa na Avenida da Ilusão, convidando para Bailar no Jogo da Sedução.                            | Arilson Trindade, Ciganerey, Claudinho e Juliano Centeno                              | Leandro da Águia           | [ 67 ]              |
| 6     | União da Vila do IAPI         | Brasília, 50 anos de um sonho dourado no coração do Brasil.                                              | Rafael Tubino, Chocolate, Zeca Swinguinho, Maguila, Alexandre Belo e Gláucio Guterres | Kaubi                      | [ 68 ]              |
| 7     | Unidos de Vila Isabel         | Mato Grosso do Sul... Caminhos e Emoções de um Paraíso Brasileiro.                                       | Aryzinho, Zé Ivo, Serginho Aguiar, Diego Chocolate e Thiago Souza.                    | Aryzinho                   | [ 69 ]              |
| 8     | Acadêmicos de Gravataí        | Espelho... Espelho meu!                                                                                  | Arilson Trindade, Claudinho, Rafael Tubino e Juliano Centeno.                         | Rudi                       | [ 70 ]              |
| 9     | Protegidos da Princesa Isabel | Novo Hamburgo e Protegidos - Duas paixões.                                                               | Jaílson Barbosa, Vinícius de Souza e Fábio Castilhos.                                 | Cesinha                    | [ 71 ]              |
| 10    | Acadêmicos de Niterói         | África, seus costumes e mistérios                                                                        | Jorge Tarol, Nei Ortoz, Rafael Ferrari, Serginho SP e Paulo das Neves                 | Lu Astral                  | [ 72 ]              |
| 11    | Embaixadores do Ritmo         | Comemorar e Celebrar, Embaixadores Exalta seu Pavilhão e Festeja 60 Anos de Avenida.                     | Inácio Rios, João Martins, Vinicius Maroni, Vinicius Brito, Fábio Canalli e Saimon.   | Paulinho Mocidade e Farelo | [ 73 ]              |
| 12    | Praiana                       | O velho teatro São Pedro novo ilumina a ribalta… No palco a Praiana engalanada é show do nosso carnaval. | Daniel Santos                                                                         | Zinho Melodia              | [ 74 ] [ 75 ]       |
| 13    | Império do Sol                | Deus abençoe África - Um cântico de louvação à Otamtê Ojarô.                                             | Diego Nicolau, Rafael Mikaiá, Ricardo Bernardes, Guilherme Dourado e Daniel Barbosa   | Joel Alves                 | [ 76 ]              |
| 14    | Os Comanches                  | A 1ª Missa na Ilha de Santa Cruz.                                                                        |                                                                                       | Niti                       | [carece de fontes?] |

## 2011
| Faixa | Escola                     | Enredo | Autor | Intérprete                 | Ref.   |
| ----- | -------------------------- | --- | --- | -------------------------- | ------ |
| 1     | Imperatriz Dona Leopoldina | Dona Leopoldina caminha pelo Paraíso Foz do Iguaçu: Destino do Mundo!                                                 | Vinicius Maroni, Vinicius Brito, Saimon e Fábio Canalli                                                                    | Renan Ludwig               | [ 77 ] |
| 2     | Estado Maior da Restinga   | A Restinga Multiracial Celebra a África de Mandela na Festa do Carnaval.                                              | André Diniz e Wander Pires                                                                                                 | Wander Pires               | [ 78 ] |
| 3     | União da Vila do IAPI      | Com líquido dos deuses, vem para vila brindar na Oktoberfest!                                                         | Diego Nicolau e Rafael Tubino                                                                                              | Kaubi                      | [ 79 ] |
| 4     | Embaixadores do Ritmo      | A música, a mística, a fé, a lenda — Salve Jorge.                                                                     | Vinicius Maroni, Vinicius Brito E Fábio Canalli                                                                            | Paulinho Mocidade e Farelo | [ 80 ] |
| 5     | Imperadores do Samba       | Na História contada por Imembui e Morotin, a Imperadores é Santa Maria da Boca do Monte.                              | Chocolate, Zeca Swinguinho, Alexandre Belo e Douglas do Cavaco                                                             | Vinícius Machado           | .      |
| 6     | Império da Zona Norte      | Portugal - Terra Mãe Gentil deste gigante chamado Brasil.                                                             | J.C Coelho, Sérgio Manni, Cezinha Oliveira, Fabão, Victor Barsanti e Rogério Acioli                                        | Sandro Ferraz              | [ 82 ] |
| 7     | Unidos de Vila Isabel      | O Pólo é a química perfeita da Vila Isabel                                                                            | Serginho Aguiar, Diego Chocolate, Thiago Souza, Aryzinho e Zé Ivo.                                                         | Aryzinho                   | [ 83 ] |
| 8     | Bambas da Orgia            | Ô Abre-Alas que Eu Quero Passar                                                                                       | Anderson Pereira, Cláudio Dias, Vanderson Rodrigues, Wagner Barcellos, Rogério Barcellos, Gustavo Mendes e Vilsinho Astral | Zinho Melodia              | [ 84 ] |
| 9     | Acadêmicos de Gravataí     | A Onça Negra Festeja o seu Cinquentenário em um Doce Refúgio Chamado Cacique de Ramos.                                | Jailson Barbosa, Fabio Castilhos, Duda do Cavaco e Vinicius de Souza                                                       | Rudi                       | [ 85 ] |
| 10    | Império do Sol             | Onira Pereira - A Trajetória de Uma Estrela.                                                                          | Daniel Barbosa, Rodrigo Cordeiro, Diego Nicolau, Rafael Mikaiá, Rico Bernardes e Guilherme Dourado                         | Joel Alves                 | [ 86 ] |
| 11    | Praiana                    | Pelos caminhos da vida fiz minha pátria. Sou cigano, sou do mundo, sou feliz.                                         | Alexandre Belo, Alex Bagé e Bruno Martins                                                                                  | Alexandre Belo             | [ 87 ] |
| 12    | Samba Puro                 | Assim renasce a esperança - De Rozeli da Silva às mulheres da Mangueira, a Samba Puro homenageia a mulher brasileira. | Andy Lee e Vitinho | Paulinho Durão             | [ 88 ] |
| 13    | Os Comanches               | A saga de um povo, os últimos índios charruas.                                                                        | | Niti[carece de fontes?]    | [ 89 ] |

## 2012
| Faixa | Escola                        | Enredo | Autor(s)                                                                  | Intérprete(s)                                    | Ref.                |
| ----- | ----------------------------- | --- | ------------------------------------------------------------------------- | ------------------------------------------------ | ------------------- |
| 1     | Estado Maior da Restinga      | Da mitologia à realidade, a Tinga de Taça na Mão! Vinhos do Brasil- sinônimo de qualidade, saúde, prazer e prosperidade! | Wander Pires e André Diniz                                                | Wander Pires                                     | [ 90 ] [ 91 ]       |
| 2     | Império da Zona Norte         | O Império contra-ataca                                                                                                   | Tabajara Ortiz e Wilson Silva                                             | Sandro Ferraz                                    | [ 90 ] [ 92 ]       |
| 3     | Imperadores do Samba          | A Imperadores do Samba apresenta Paulo Paim. Um leão na luta, faz o bem sem olhar a quem.                                | Hugo Fiscal                                                               | Vinícius Machado                                 | [ 93 ]              |
| 4     | União da Vila do IAPI         | Água, Berço da Existência.                                                                                               | Victor Nascimento e Rafael Tubino                                         | Renan Ludwig                                     | [ 94 ]              |
| 5     | Imperatriz Dona Leopoldina    | 75 Anos de Cara Pintada de Brasil - UNE somos nós, nosso samba, nossa voz!                                               | Emerson Dias, Mingau e Andy Lee                                           | Emerson Dias e Cesinha                           | [ 95 ]              |
| 6     | Unidos de Vila Isabel         | "Ibia Mon" - Minha história, Minha raiz.                                                                                 | Aryzinho, Zé Ivo e Serginho Aguiar                                        | Aryzinho                                         | [ 96 ]              |
| 7     | Acadêmicos de Gravataí        | A onça negra samba e canta Passo Fundo.                                                                                  | Conrado Laurindo, Fred Inspiração, Ricardo Abraham e Willian Tardeu       | Lú Astral                                        | [ 97 ]              |
| 8     | Embaixadores do Ritmo         | O Que os Olhos Não Veem, o Coração Não Sente                                                                             | Vinícius Maroni, Vinícius Brito, Fábio Santiago e Saimon                  | Paulinho Mocidade e Farelo                       | [ 98 ]              |
| 9     | Bambas da Orgia               | Dos Cerros do Solo Gaúcho Nasce a Rainha da Fronteira, Bagé, um Salto para o Futuro!                                     | Arilson Trindade, Claudinho, Juliano Centeno, Ciganerey e Sandrinho Gessé | Sandrinho Gessé                                  | [ 99 ]              |
| 10    | Protegidos da Princesa Isabel | Das Trevas a luz...seguimos Protegidos rumo ao Paraíso.                                                                  | Samir Trindade, Marcelo Demétrio e Gustavo Barros                         | Fábio Ananias                                    | [ 100 ]             |
| 11    | Os Comanches                  | O Sonho de Paraguassu | Cláudio Camisa e Getúlio Brasil                                           | Mauricio Arapuam                                 | [carece de fontes?] |
| 12    | Homenagem a Carlos Medina     | Márcio Medina e Daniel Medina[carece de fontes?]                                                                         | Márcio Medina e Daniel Medina[carece de fontes?]                          | Márcio Medina e Daniel Medina[carece de fontes?] | [ 101 ]             |

## 2013
O CD foi lançado em 4 de janeiro na quadra da Imperadores do Samba.
| Faixa | Escola                     | Enredo                                                                                                | Autor(s)                                                                                       | Intérprete(s)    | Ref.                |
| ----- | -------------------------- | --- | ---------------------------------------------------------------------------------------------- | ---------------- | ------------------- |
| 1     | Homenagem a Nelson Marconi | [carece de fontes?]                                                                                   |                                                                                                |                  |                     |
| 2     | Estado Maior da Restinga   | A Restinga pede passagem e se mostra em superações. Tri felizes iremos ficar no Panteão dos Campeões. | Wander Pires e André Diniz                                                                     | Wander Pires     | [ 103 ]             |
| 3     | Imperadores do Samba       | Imperadores: do feitiço das cores, o milagre da maquiagem.                                            | Victor Nascimento, Roberto Nascimento e Andy Lee                                               | Vinícius Machado | [ 104 ]             |
| 4     | Império da Zona Norte      | Um País, Um Povo, Um Clube, Dois Homens e Muitos Sonhos                                               | Victor Nascimento, Roberto Nascimento e Rafael Tubino                                          | Sandro Ferraz    | [ 105 ]             |
| 5     | Imperatriz Dona Leopoldina | Opará - O Velho Chico: Crenças, Mitos e Lendas                                                        | Andy Lee e Emerson Dias                                                                        | Cesinha          | [ 106 ]             |
| 6     | Unidos de Vila Isabel      | Sentimento não termina.                                                                               | Vinícius Maroni, Vinícius Brito, Fábio Canali e Saimon Nunez Cruz                              | Alexandre Belo   | [ 107 ]             |
| 7     | União da Vila do IAPI      | Minha Cabo Verde; Binômio Laboratorial do Mundo, arquipélago no meio do Atlântico.                    | Victor Nascimento, Rafael Tubino, Tinga e Gustavo Oliveira                                     | Renan Ludwig     | [ 108 ]             |
| 8     | Bambas da Orgia            | Majestosa, altaneira, minha águia, minha paixão.                                                      | Marcelo Demétrio e Samir Trindade                                                              | Fábio Ananias    | [ 109 ]             |
| 9     | Acadêmicos de Gravataí     | De Aldeia dos Anjos a Gravataí: Um Poema de Amor no Coração da Onça Negra!                            | Diego Nicolau, Vínicius Machado, Gustavo Barros, Cláudio Russo, Dilson Marimba e Diego Tavares | Lú Astral        | [ 110 ]             |
| 10    | Embaixadores do Ritmo      | Não me perguntes onde fica o Alegrete                                                                 | Vinícius Maroni, Vinícius Brito, Fábio Canali e Saimon Nunez Cruz                              | Farelo           | [ 111 ]             |
| 11    | Praiana                    | Os Escudeiros da Luz e a Busca Pelas Alegrias da Vida.                                                | Vinícius Maroni, Vinícius Brito, Fábio Canali e Saimon Nunez Cruz                              | Tinga            | [ 112 ]             |
| 12    | Guaianazes                 | O grande tratado da Nação Xinguana                                                                    | Mario Bartochack e Cavaco                                                                      | Machadinho       | [carece de fontes?] |

## 2014
O CD foi lançado em 10 de janeiro.
| Faixa | Escola                     | Enredo                                                                                   | Autor(s) | Intérprete(s)                        | Ref.    |
| ----- | -------------------------- | ---------------------------------------------------------------------------------------- | --- | ------------------------------------ | ------- |
| 1     | Bambas da Orgia            | Moacyr Scliar, o menino do Bom Fim                                                       | Jailson Barbosa, Fabão, Leozinho Nunes, Vinicius Souza e Zezinho Professor                                  | Fábio Ananias                        | [ 114 ] |
| 2     | Imperadores do Samba       | A Imperadores do Samba faz a justa homenagem aos personagens de Luis Fernando Verissimo. | Andy Lee, Roberto Nascimento e Victor Nascimento                                                            | Vinícius Machado                     | [ 115 ] |
| 3     | Estado Maior da Restinga   | És fascinação! Elis Regina, rainha nos palcos, seu cantar é pura emoção.                 | André Diniz                                                                                                 | Sandro Ferraz                        | [ 116 ] |
| 4     | Império da Zona Norte      | Tibiquary - Teu povo te fez Taquarí                                                      | Vinícius Maroni, Vinícius Brito, Fábio Santiago e Saimon                                                    | Alexandre Belo                       | [ 117 ] |
| 5     | Imperatriz Dona Leopoldina | A Marcha da Imperatriz Prestes a Encontrar Luís                                          | Saimon Nunes, Vinicius Marone, Vinicius Brito, Rafael Tubino e Arilson Trindade                             | Renan Ludwig                         | [ 118 ] |
| 6     | Acadêmicos de Gravataí     | Garantindo e Caprichando: Gravataí te leva a festejar na Ilha de Tupimbarana!            | Victor Alves, Conrado Laurindo, Fred Inspiração, Ricardo Abraham e Willian Tadeu                            | Lú Astral                            | [ 119 ] |
| 7     | União da Vila do IAPI      | Nos Trilhos da História! Canela, a Suíça Brasileira!                                     | Rafael Tubino, Gustavinho Oliveira, Thiago Meiners, Victor Alves, Léo do Paysa e PC da Cesta                | Aryzinho, Borracha e Vilsinho Astral | [ 120 ] |
| 8     | Embaixadores do Ritmo      | O passeio da Maria da Fumaça pela serra gaúcha. No apito da Maria e no cheiro da Fumaça! | Vinícius Maroni, Vinicius Brito, Saimon, Rafael Tubino e Arilson Trindade                                   | Farelo                               | [ 121 ] |
| 9     | Unidos de Vila Isabel      | A história das roupas na passarela da alegria!                                           | Rafael Tubino, Gustavinho Oliveira, Thiago Meiners, Willian Tadeu, Leo do Paysa, Victor Alves e PC da Cesta | Márcio Medina                        | [ 122 ] |
| 10    | Academia Samba Puro        | Sou Maria e Trago Outras Marias Para o Meu Carnaval                                      | Edson Vieira                                                                                                | Kaubi Tavares                        | [ 123 ] |
| 11    | Imperatriz Leopoldense     | Milênios de Tradição, História e Cultura - A Imperatriz Celebra a China.                 | Xande de Pilares, Celso Lopes e Serginho do Porto                                                           | Marcynho Ferraz                      | [ 124 ] |
| 12    | Os Comanches               |                                                                                          | |                                      |         |

## 2015
O CD foi lançado em 14 de janeiro.
| Faixa | Escola                     | Enredo | Autor(s) | Intérprete(s)                     | Ref.                    |
| ----- | -------------------------- | --- | --- | --------------------------------- | ----------------------- |
| 1     | Imperadores do Samba       | A Magia dos Opostos: Ponto de Equilíbrio do Universo | Victor Nascimento, Andy Lee e Roberto Nascimento e Emerson Dias                                                   | Vinícius Machado                  | [ 127 ]                 |
| 2     | União da Vila do IAPI      | Revolução, Coragem e Liberdade! Um Mundo Preto e Branco, Ela Coloriu. A Vila Apresenta: A Juventude do Brasil.                                                 | Rafael Tubino, Gustavinho Oliveira, Thiago Meiners, Victor Alves e Léo do Paysa                                   | Tinga, Marcynho Ferraz e Wilsinho | [ 128 ]                 |
| 3     | Estado Maior da Restinga   | Com o Cisne se Banhando no Rio Mampituba, a Tinga Embarca no Balão Para Contar as Histórias, Cultura, Mitos e Lendas de Torres, a Mais Bela do Litoral Gaúcho. | Valmer, Xilico, Leandro, Alexandre e Renan Ludwig                                                                 | Renan Ludwig                      | [ 129 ]                 |
| 4     | Acadêmicos de Gravataí     | Eis Que Tudo Transformei | Arilson Trindade, Alex Bagé, Acioli, Shazam, Chocolate, JR Silva, Léo Doido e Igor Vianna                         | Lú Astral                         | [ 130 ]                 |
| 5     | Bambas da Orgia            | Bahia, Terra de Bambas! | Alex Bagé, Gustavinho Oliveira, Fadico, Victor Alves, Diego Nicolau, Danilo Garcia, Léo do Paysa                  | Fábio Ananias                     | [ 131 ]                 |
| 6     | Embaixadores do Ritmo      | Sustentabilidade: Alerta Geral! A Importância dos Quatro Elementos Para a Vida Humana!                                                                         | Vinicius Maroni, Vinicius Brito, Saimon, Arilson Trindade, Rafael Tubino e Tom Astral.                            | Farelo                            | [ 132 ]                 |
| 7     | Imperatriz Dona Leopoldina | Tenho Samba com Rumba! Sou Imperatriz y Soy Cuba | Vinicius Brito, Vinicius Maroni, Saimon, Arilson Trindade e Tom Astral                                            | Alexandre Belo                    | [ 133 ]                 |
| 8     | Unidos de Vila Isabel      | De São Sebastião... Cidade Maravilhosa: Rio, 450 Anos de História!                                                                                             | Vinícius Souza, Marcelo Trindade e Gabriel Trindade                                                               | Anderson Luis                     | [ 134 ]                 |
| 9     | Império da Zona Norte      | Do Coração da África Negra a Luz Dourada que Anuncia Novos Tempos. Nigéria, O Gigante Africano Vem Para a Festa                                                | Tabajara Ortiz, Wilson da Silva, Fred Inspiração, Viny Machado, Conrado Laurindo, Ricardo Abraham e Willian Tadeu | Wantuir e Everton Rataescki       | [ 135 ]                 |
| 10    | Copacabana                 | No ritmo do Carimbó, Copacabana apresenta Santa Maria do Belém do Grão Pará                                                                                    | Edson Vieira, Victor Nascimento, Andy Lee e Roberto Nascimento                                                    | Maurício Azeredo                  | [ 136 ] [ 137 ] [ 138 ] |

## 2016
O CD é composto pelas dez escolas do grupo especial.
| Faixa | Escola                     | Enredo | Autor(s) | Intérprete(s)             | Ref.            |
| ----- | -------------------------- | --- | --- | ------------------------- | --------------- |
| 1     | Imperadores do Samba       | Vida Vai, Vida Vem, Qual é o Segredo que a Vida Tem?                                                               | Tabajara Ortiz, Wilson Silva, Pablo Andrade, Victor do Violão e Wagner Amaral                                                             | Vinícius Machado          | [ 140 ]         |
| 2     | Embaixadores do Ritmo      | Pintando os Sonhos na Passarela                                                                                    | Vinícius Brito, Vinícius Maroni, Saimon e Tom Astral                                                                                      | Farelo                    | [ 141 ]         |
| 3     | Bambas da Orgia            | Sorria: Chegou Bambas da Orgia!                                                                                    | Jailson Barbosa, Cesinha e Fabão | Fábio Ananias             | [ 142 ]         |
| 4     | Estado Maior da Restinga   | Da Sabedoria Busquei a Humildade. Da Humildade Clamei por Justiça. Sou Negro, Sou Rei: Kao Kabecilê, Sou Restinga! | Renan Ludwig, Edu Borel, J.C Castilhos, Bruno Martins, Leandro Godinho e Xilico                                                           | Renan Ludwig              | [ 143 ]         |
| 5     | Império da Zona Norte      | Sua Hora Vai Chegar: Melhor é Morrer de Sambar!                                                                    | Jeferson Lima, Victor Alves e Bruno Martins                                                                                               | Everton Rataescki         | [ 144 ]         |
| 6     | União da Vila do IAPI      | Visão da Vida, a Vila Definida em Lentes Bifocais: Abra Seus Olhos a Alegria Vem Aí!                               | Jaílson Barbosa, Anderson Pulga e Fabão                                                                                                   | Tinga, Cesinha e Borracha | [ 145 ] [ 146 ] |
| 7     | Unidos de Vila Isabel      | Brava Gente Brasileira: As Mãos que Alimentam a Nação Brasileira!                                                  | Douglas Ananias, Marcelo Trindade, Vinícius Souza, Gabriel Trindade e Alisson Santiago                                                    | Anderson Luis             | [ 147 ]         |
| 8     | Imperatriz Dona Leopoldina | Espelho, de Filho Para Pai. A Imperatriz Canta Diogo para João                                                     | Arilson Trindade, Arizinho, Claudinho Macedo, Daniel Barbosa, Juliano Centeno, J. Lopes, Leandro da Águia e Rico Bernardes                | Alexandre Belo            | [ 148 ]         |
| 9     | Acadêmicos de Gravataí     | Entre as Águas de Pará-Gûasu e da Mirim – Gravataí é Taim                                                          | Rafael Tubino, Alex Bagé, Wagner Ramos, André Valêncio, Igor Vianna, Thiago Meiners e Thiago Sukatinha                                    | Lú Astral                 | [ 149 ]         |
| 10    | Unidos do Capão            | Samba e Saúde: Nas Garras do Tigre, a Parceria Perfeita!                                                           | Tabajara Ortiz, Wilson Silva, William Tadeu, Gustavinho, Wagner Amaral, Victor Alves, Conrado Laurindo, Fred Inspiração e Ricardo Abraham | Alan Cardozo              | [ 150 ]         |